# Kapuvár
Kapuvár est une ville et une commune du comitat de Győr-Moson-Sopron en Hongrie.

## Personnalités
- Judit Reigl (1923-2020), artiste peintre y est née.

## Jumelages
- Andau  (Autriche)